# Burg (Dithmarschen)
Burg é um município da Alemanha localizado no distrito de Dithmarschen, estado da Schleswig-Holstein.
Burg é membro e sede do Amt de Burg-Sankt Michaelisdonn.